# باشگاه ورزشی چاتگام آباهانی لیمیتد
چاتگام آباهانی لیمیتد که با نام‌های چاتوگرام آباهانی یا چاتگام آباهانی نیز شناخته می‌شود، یک باشگاه ورزشی مستقر در چاتگام، بنگلادش است. شاخه‌ای از باشگاه فوتبال چاتگام لیمیتد در سال ۱۹۸۰ در چیتاگونگ تأسیس شد و با نام چاتگام آباهانی شناخته می‌شود. این باشگاه یکی از موفق‌ترین باشگاه‌های فوتبال در این کشور است. این باشگاه در حال حاضر در لیگ برتر بنگلادش، بالاترین سطح فوتبال بنگلادش، رقابت می‌کند.
این تیم در فصل ۱۱–۲۰۱۰ از لیگ برتر بنگلادش سقوط کرد. با قهرمانی در لیگ قهرمانی بنگلادش در سال ۲۰۱۳، دوباره به لیگ برتر بنگلادش صعود کرد. این باشگاه میزبان جام باشگاهی بین‌المللی شیخ کمال بود، تورنمنتی که هر دو سال یک بار به یاد بنیانگذار خود، شیخ کمال. آنها اولین دوره این تورنمنت را در سال ۲۰۱۵ به دست آوردند. این باشگاه اولین جام داخلی بزرگ خود را در سال ۲۰۱۶ با پیروزی در جام استقلال ۲۰۱۶ تحت هدایت مربی اسلواکی، جوزف پاولیک، به دست آورد. چاتگام آباهانی پیش از این در لیگ برتر چاتگام و بعداً در لیگ برتر بنگلادش، رقابت شدیدی با چاتگام محمدان داشت.